# یوواک (بوتان)
یوواک (به لاتین: Yuwak) یک منطقهٔ مسکونی در بوتان است که در استان تیمفو واقع شده‌است.
 یوواک   ۱٬۳۹۰ متر بالاتر از سطح دریا واقع شده‌است.